# كايلا ميزونيت
كايلا روز ميزونيت (بالإنجليزية: Kayla Maisonet)‏ (من مواليد 20 يونيو 1999) ممثلة أمريكية وهي معروفة بلعب دور جورجي دياز في المسرحية الهزلية لقناة ديزني عالقة في الشرق.

## روابط خارجية
- كايلا ميزونيت على موقع IMDb (الإنجليزية)
- كايلا ميزونيت على موقع روتن توميتوز (الإنجليزية)
- كايلا ميزونيت على موقع كينوبويسك (الروسية)

- كايلا ميزونيت في قاعدة بيانات الأفلام على الإنترنت